# Jihua Group
Jihua Group Corporation Limited («Цзихуа Груп») — китайская швейная корпорация, крупнейший в стране и мире производитель униформы. Входит в состав государственного многопрофильного конгломерата Xinxing Cathay International Group.  

## История
Jihua Group основана в августе 2006 года, в августе 2010 года вышла на Шанхайскую фондовую биржу. 

## Деятельность
Jihua Group производит военную, полицейскую, пожарную и корпоративную униформу (в том числе штаны, куртки, свитера, головные уборы), деловую одежду, военную и специальную обувь (кожаную и резиновую), медицинское защитное снаряжение (в том числе халаты, маски, перчатки и бахилы), средства индивидуальной защиты (в том числе военные и пожарные скафандры, военные и полицейские бронежилеты и каски) и другую продукцию. Кроме того, Jihua Group окрашивает ткани, печатает на тканях, занимается логистикой, деловыми услугами и туризмом, управляет курортами.
Крупнейшими заказчиками Jihua Group являются Народно-освободительная армия Китая, Народная полиция и пожарная охрана, а также государственные корпорации China State Railway Group, China Post Group, State Grid Corporation of China, China Guodian Corporation, China Southern Airlines, China Eastern Airlines и China National Materials Group.

## Акционеры
Крупнейшими акционерами Jihua Group Corporation являются SASAC (45,8 %), Xinxing Ductile Iron Pipes (4,39 %), Ningbo Meishan Bonded Port (1,05 %) и China Southern Asset Management (0,62 %).